# Olivia Williams
Olivia Haigh Williams, född 26 juli 1968 i Camden Town i London, är en brittisk skådespelare.

## Biografi
Olivia Williams föräldrar var båda barrister. Hon gick i en privat flickskola i Hampstead innan hon började på Universitetet i Cambridge där hon fick en examen i brittisk litteratur. Hon studerade sen drama på Bristol Old Vic Theatre School i två år innan hon började spela teater för Royal Shakespeare Company. Där var hon i tre år.
Williams började sin skådespelarkarriär 1995 med en turnérande teateruppsättning av Richard III. Pjäsen turnérade i USA och i huvudrollen syntes Ian McKellen. Hon skulle sedan få uppmärksamhet med sin roll som Jane Fairfax i den brittiska TV-filmen Emma (1996). Hon skulle, även om filmen blev brutalt sågad, få sitt genombrott med The Postman – budbäraren (1997). Hon blev än mer etablerad efter att ha spelat mot Bill Murray i Rushmore (1998) och Bruce Willis i Sjätte sinnet (1999).
Williams har sedan medverkat i flertalet filmer som Lucky Break (2001), The Heart of Me (2002), Peter Pan (2003), X-Men: The Last Stand (2006), Jane Austens ånger (2008), An Education (2009), The Ghost Writer (2010), Hanna (2011), Maps to the Stars (2014) och Altar (2014). Hon skulle för sin insats i The Heart of Me få en British Independent Film Award för Bästa skådespelare. Även för sin insats i den Roman Polanski regisserade The Ghost Writer skulle hon bli prisad och hyllad. Hon har också utmärkt sig i TV-serier som Dollhouse (2009-2010) och The Crown (2022-2023). I den sistnämna porträtterade hon Camilla av Storbritannien för seriens två sista säsonger.

## Privatliv
Williams hade ett sju år långt förhållande med skådespelaren Jonathan Cake vilket tog slut två veckor innan de skulle gifta sig. År 2003 gifte hon sig med skådespelaren och pjäsförfattaren Rhashan Stone. De har två döttrar tillsammans.
När The Postman – budbäraren hade filmats klart åkte Williams till Bolivia för att studera Glasögonbjörnar i regnskogen.
Williams blev 2018 diagnostiserad med VIPoma (en ovanlig cancer). Efter sin behandling blev hon ambassadör för Pancreatic Cancer UK.

## Filmografi (i urval)

### Film
| År   | Titel                                | Roll               | Notering    |
| ---- | ------------------------------------ | ------------------ | ----------- |
| 1996 | Emma                                 | Jane Fairfax       | TV-film     |
| 1997 | Beck                                 | Karen Quinn        |             |
| 1997 | Gaston's War                         | Nicky              |             |
| 1997 | The Postman – budbäraren             | Abby               |             |
| 1998 | Rushmore                             | Rosemary Cross     |             |
| 1999 | Sjätte Sinnet                        | Anna Crowe         |             |
| 2000 | Four Dogs Playing Poker              | Audrey             |             |
| 2000 | Born Romantic                        | Eleanor            |             |
| 2000 | Dead Babies                          | Diana              |             |
| 2001 | The Body                             | Sharon Golban      |             |
| 2001 | Lucky Break                          | Annabel Sweep      |             |
| 2001 | The Man from Elysian Fields          | Andrea             |             |
| 2002 | The Heart of Me                      | Madeleine          |             |
| 2002 | Below                                | Claire             |             |
| 2003 | To Kill a King                       | Anne Fairfax       |             |
| 2003 | Peter Pan                            | Mrs. Darling       |             |
| 2004 | Agatha Christie: A Life in Pictures  | Agatha Christie    | TV-film     |
| 2005 | Valiant och de fjäderlätta hjältarna | Victoria           | Röstroll    |
| 2005 | Huset vid Tara Road                  | Ria                |             |
| 2005 | Mockingbird                          | Moder              |             |
| 2006 | Krakatoa: The Last Days              | Johanna Beijerinck | TV-film     |
| 2006 | X-Men: The Last Stand                | Moira MacTaggert   | Okrediterad |
| 2007 | Damage                               | Michelle Cahill    | TV-film     |
| 2008 | Flashbacks of a Fool                 | Grace Scott        |             |
| 2008 | Jane Austens ånger                   | Jane Austen        | TV-film     |
| 2008 | Broken Lines                         | Zoe                |             |
| 2009 | An Education                         | Miss Stubbs        |             |
| 2010 | The Ghost Writer                     | Ruth Lang          |             |
| 2010 | Sex & Drugs & Rock & Roll            | Betty Dury         |             |
| 2011 | Collaborator                         | Emma Stiles        |             |
| 2011 | Hanna                                | Rachel             |             |
| 2011 | Wild Bill                            | Kelly              |             |
| 2012 | Anna Karenina                        | Countess Vronskaya |             |
| 2012 | Now Is Good                          | Moder              |             |
| 2012 | Hyde Park on Hudson                  | Eleanor Roosevelt  |             |
| 2013 | The Last Days on Mars                | Kim Aldrich        |             |
| 2013 | Justin och de tappra riddarna        | Drottning          | Röstroll    |
| 2014 | Sabotage                             | Caroline Brentwood |             |
| 2014 | Salting the Battlefield              | Belinda Kay        |             |
| 2014 | Maps to the Stars                    | Cristina Weiss     |             |
| 2014 | Altar                                | Meg Hamilton       |             |
| 2015 | Seventh Son                          | Mam Ward           |             |
| 2015 | Man Up                               | Hilary             |             |
| 2016 | The White King                       | Sophia             | Röstroll    |
| 2017 | Victoria & Abdul                     | Jane Spencer       |             |
| 2020 | The Father                           | The Woman          |             |
| 2023 | The Trouble with Jessica             | Beth               |             |
| 2024 | Another End                          | Juliette           |             |

### TV
| År        | Titel                      | Roll                  | Notering                                       |
| --------- | -------------------------- | --------------------- | ---------------------------------------------- |
| 1992      | Van der Valk               | Irene Kortman         | Avsnitt: "Still Waters"                        |
| 1992      | The Ruth Rendall Mysteries | Jennifer Norris       | Avsnitt: "The Speaker of Mandarin"             |
| 1998      | Vänner                     | Felicity              | 2 avsnitt                                      |
| 2000      | Jason and the Argonauts    | Hera                  | 2 avsnitt                                      |
| 2001      | Spaced                     | Nerknuffad cyklist    | Avsnitt: "Help"                                |
| 2009-2010 | Dollhouse                  | Adelle DeWitt         | 27 avsnitt                                     |
| 2010      | Terriers                   | Miriam Foster         | Avsnitt: "Change Partners"                     |
| 2011-2012 | Case Sensitive             | Charlie Zaire         | 4 avsnitt                                      |
| 2014-2015 | Manhattan                  | Liza Winter           | 23 avsnitt                                     |
| 2017      | Hotell Halcyon             | Lady Hamilton         | 8 avsnitt                                      |
| 2017-2019 | Counterpart                | Emily Burton Silk     | 18 avsnitt                                     |
| 2020      | Homemade                   | Drottning             | Röstroll, avsnitt: "Voyage Au Bout De La Nuit" |
| 2021-2023 | The Nevers                 | Lavinia Bidlow        | 12 avsnitt                                     |
| 2022      | Ten Percent                | Olivia Williams       | Avsnitt: "#1.2"                                |
| 2022-2023 | The Crown                  | Camilla Parker Bowles | 9 avsnitt                                      |
| 2023      | Funny Woman                | Gloria                | Avsnitt: "#1.6"                                |
| 2024      | Dune: Prophecy             | Tula Harkonnen        | Kommande                                       |

### Teater
| År   | Titel                      | Roll                             | Teater                                      |
| ---- | -------------------------- | -------------------------------- | ------------------------------------------- |
| 1995 | Richard III                | Biträde / sköterska / Älskarinna | Turnérande                                  |
| 2003 | Kärt besvär förgäves       | Prinsessan                       | Olivier Theatre, National Theatre, London   |
| 2003 | The Hotel in Amsterdam     | Annie                            | Donmar Warehouse, London                    |
| 2006 | The Changeling             | Beatrice-Joanna                  | Barbican Centre, London                     |
| 2011 | In a Forest, Dark and Deep | Betty                            | Vaudeville Theatre, London                  |
| 2015 | Waste                      | Amy O'Connell                    | Lyttelton Theatre, National Theatre, London |
| 2017 | Mosquitoes                 | Alice                            | Dorfman Theatre, National Theatre, London   |
| 2019 | Tartuffe                   | Elmire                           | Lyttelton Theatre, National Theatre, London |
| 2022 | Marys Seacole              | May                              | Donmar Warehouse, London                    |